# Chlaenius flavicornis
Chlaenius flavicornis is een keversoort uit de familie van de loopkevers (Carabidae). De wetenschappelijke naam van de soort is voor het eerst geldig gepubliceerd in 1842 door Fischer von Waldheim.